# Chang Ya-juo
Chang Ya-jo (chinês tradicional: 章亞若, chinês simplificado: 章亚若, pinyin: Zhāng Yāruò; 1913–1942) foi amante de Chiang Ching-kuo e deu à luz os filhos gêmeos dele: Winston Chang e John Chiang, em 1942. Os gêmeos receberam o sobrenome de sua mãe já que nasceram fora do casamento. Chang morreu sob circunstâncias misteriosas em 1942, com rumores generalizados de assassinato por Chiang Kai-shek, e os gêmeos foram criados pelo irmão de Chang.